# Strong Arms of the Ma
«Strong Arms of the Ma» (рус. Сильная, хладнокровная Мардж) — девятый эпизод четырнадцатого сезона мультсериала «Симпсоны» и 300-й эпизод всего сериала. Впервые вышел в эфир 2 февраля 2003 года.

## Сюжет
Обанкротившийся Райнер Вульфкастл устраивает распродажу, дабы погасить долги. Разумеется, Гомер Симпсон не может пропустить такое событие. Он покупает множество различных приспособлений, включая тренажёрный набор Вульфкастла. Благодаря навыкам игры в тетрис Гомеру удаётся запихнуть семейку вместе с покупками в машину, вот только сам Гомер туда не влезает. Поэтому главу семейства в специальном приспособлении домой относит Райнер, а остальные члены семьи едут на машине. По дороге домой Мэгги «заполняет» подгузник и Мардж приходится остановиться возле магазина «На скорую руку», чтобы сменить его. Апу позволяет Мардж воспользоваться своим личным туалетом (надпись «Высокое напряжение» на двери - это всего лишь обман) и вскоре довольные мать и дочь возвращаются назад. Но тут на Мардж нападает вооружённый грабитель и крадёт её бусы. Это сильно сказывается на её психике: теперь Мардж боится ездить в магазин и даже выходить из дома. Доктор Хибберт диагностирует у Мардж агорафобию (то есть боязнь открытого пространства). Попытки семьи избавить её от страха ничего не приносят и Мардж проводит дни, не выходя из подвала. От нечего делать она начинает заниматься на тренажёре, который ранее купил Гомер, и вскоре она накачивается настолько, что уже не боится выходить на улицу. Пробегая по городу, Мардж встречает того самого грабителя, что украл её бусы. В отместку Мардж избивает злодея, после чего его в бессознательном состоянии забирает полиция.
После этого случая Мардж решает стать культуристкой. На специальном пляже для качков она встречается со своей бывшей соседкой Рут Пауэрс, которая со времён их последней встречи тоже нарастила мышцы. Рут рассказывает Мардж о своих тренировках в тюрьме, а затем предлагает ей начать употреблять стероиды. Мардж против наркотиков, но Рут убеждает её в том, что стероиды — естественные гормоны, а не наркотики. Поэтому Мардж начинает употреблять их и вскоре она становится ещё более мускулистой, чем раньше. Она голыми руками останавливает автобус, на который опоздали Барт с Лизой, а также при помощи своей суперсилы она заставляет Гомера заниматься с ним сексом, который сильно изматывает последнего. На соревновании культуристок Мардж занимает второе место, что только подстегает её заниматься дальше. В Баре Мо Мардж рассказывает всем о своей победе, а после начинает крушить всё подряд, так как все реплики, которые произносят окружающие, она воспринимает в штыки. К тому же ей не хотят налить пива. В ярости Мардж крошит всю мебель в баре, а потом избивает всех его завсегдатаев (кроме Гомера, который вовремя ушёл в туалет). Даже отряд военных моряков не смог уложить обезумевшую от стероидов женщину. И только Гомеру удалось разбудить в этом перекаченном монстре свою добрую и нежную жену. Они возвращаются домой и там Мардж сжигает в огне печи весь свой тренажёрный набор, после этого всё становится на свои места.

## Культурные отсылки
- Когда Гомер хочет упаковать в машину грузы вместе с семьёй, играет музыка из игры «Тетрис», сами грузы пародируют фигурки из той же игры. До этого Гомер сказал «Зря я, что ли, часами играл в тетрис».
- Мардж паркует свою машину прямо на почтальоне которого только, что сбила и не может убрать с него машину, на что почтальон отвечает, что ничего страшного и он просто полежит и почитает журнал «Сумеречная зона». Он раскрывает данный журнал, достаёт очки, но они оказываются разбитыми точно так же как в «Теперь времени достаточно» и на фоне начинает играть заглавная тема из оригинального сериала «Сумеречная зона»[1].
- Сцена избиения грабителя пародирует сцену из Крестного отца (Сонни Корлеоне избивает Карло Рицци — мужа сестры).